# Morvan
Der Morvan ist ein Granitmassiv in der Region Burgund im östlichen Frankreich. Er erstreckt sich über die Départements Yonne, Saône-et-Loire, Nièvre und Côte-d’Or.

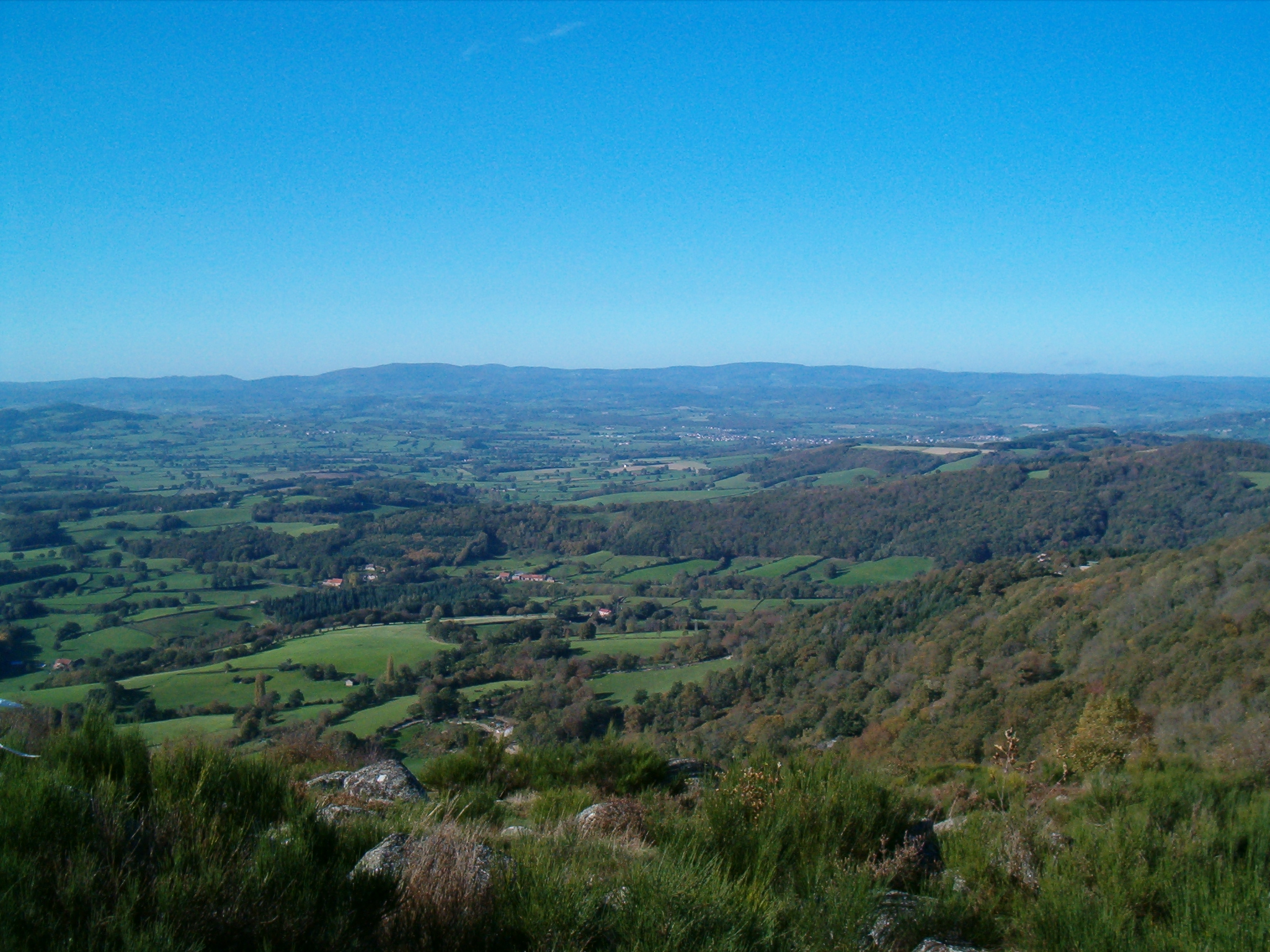
Panorama des Morvan vom Aussichtspunkt Le Belvédère du Carnaval bei Uchon

Parc naturel régional du Morvan

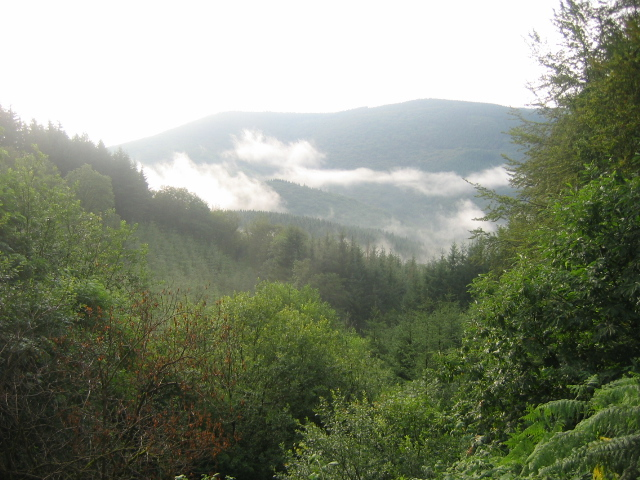
Dicht bewaldete Hügel

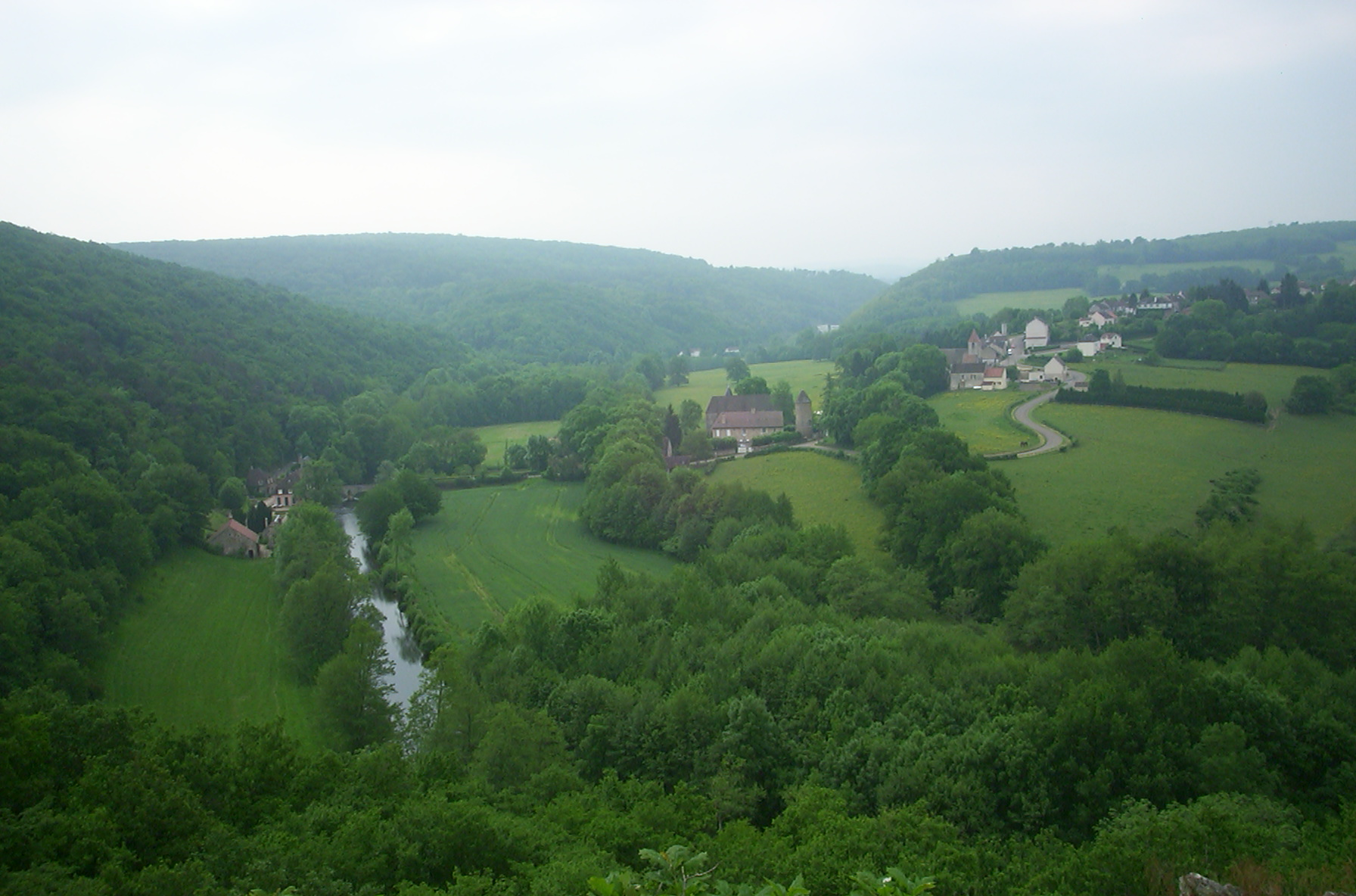
Spärliche Besiedlung

## Naturraum
Die Region des Morvan gehört geologisch zum Zentralmassiv und wird auch als La montagne noire („Schwarzes Gebirge“) bezeichnet (nicht zu verwechseln mit der Montagne Noire im Süden Frankreichs). Dieser Name rührt von den dichten Mischwäldern und den großen Heideflächen her, die hauptsächlich von Farn und Ginster geprägt sind.
Seit 1970 schützt der Regionale Naturpark Morvan die dünn besiedelte, an seltener Flora und Fauna reiche Region. Rotwild, Europäischer Mufflon, Fasan, Rebhuhn, Auerhahn, Dachs, Fuchs, Wildkatze, Bussard und Habicht bevölkern die Wälder und Heideflächen des Mittelgebirges.
Die höchste Erhebung des Morvan und damit auch des Burgund ist der 901 m hohe Mont Haut-Folin.
Zahlreiche Flüsse der Region entspringen im Morvan, so Yonne, Arroux und Cousin. Daher ist der Morvan auch ein bedeutendes Trinkwasserreservoir. Mehrere Mineralquellen wie in Saint-Honoré-les-Bains und einige Stauseen wie der Lac de Saint-Agnan, der Lac des Settons und das Stauwerk Barrage de Pannesière-Chaumard weisen darauf hin. Beide Stauseen sind ursprünglich zur Wasserregulierung der burgundischen Schifffahrtskanäle angelegt worden. Die beiden bedeutendsten Kanäle im Gebiet des Morvan sind der Canal de Bourgogne und der Canal du Nivernais.

## Geschichte und Besiedlung
Der Morvan war stets eine dünn besiedelte Region und von Armut geprägt. Die Bevölkerung lebte von karger Landwirtschaft und die Männer arbeiteten als Holzfäller und Flößer auf den zahlreichen Flüssen der Region. Die Frauen verdienten ihren Lebensunterhalt als Ammen, denen die öffentliche Fürsorge Les petits Paris, Waisenkinder aus Paris, anvertraute.
Im Mittelalter waren es die Zisterzienser, die in der Region zahlreiche Klausen und Kapellen errichteten, den kargen Boden urbar machten und viel zur Entwicklung der Region beitrugen. Auch noch später ließen sich Mönche im Morvan nieder; so wurde 1850 die Abtei Abbaye De La Pierre-Qui-Vire gegründet, die heute noch bewirtschaftet wird.
Während der deutschen Besetzung des Landes im Zweiten Weltkrieg war die Region ein Schwerpunkt der Résistance, mit bis zu 10.000 Kämpfern auf dem Höhepunkt im Sommer 1944, kurz vor der Befreiung. Dies ehrt die heutige Regierung durch die Aufnahme Morvans in das Register der Chemins de mémoires, der „Straße der Gedächtnisorte“.

## Kulturdenkmäler
Bedeutsam für die Erschließung der keltischen Geschichte sind die internationalen Ausgrabungen vom Oppidum Bibracte auf dem Mont Beuvray (821 m) bei Saint-Léger-sous-Beuvray.
In einem Ende der 1990er Jahre geschaffenen, baulich und didaktisch ansprechenden Museum werden keltische Exponate und neueste Ergebnisse des Ausgrabungsverlaufs dargestellt. Die archäologischen Ausgrabungen und die Erschließung des Oppidums Bibracte, die ohne die Förderung von Mitterrand (der Bürgermeister von Château-Chinon war), nur schwer möglich gewesen wären, können auf dem Mont Beuvray aktiv nachvollzogen werden. Zentrum der Archäologen ist das Dorf Glux-en-Glenne. Für Archäologie-Studenten und Jugendgruppen sind Praktika möglich. Die Stadt Autun (das einstige Augustodunum) als römisches Pendant zu Bibracte, Partnerstadt von Ingelheim in Rheinhessen, ist ein Oberzentrum mit entsprechender Infrastruktur.

## Orte in und um den Morvan

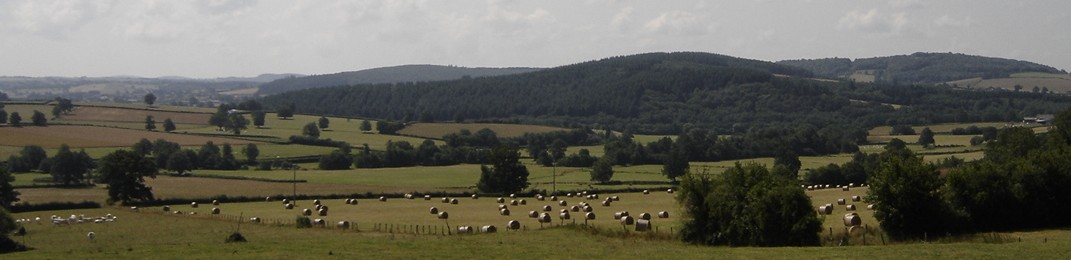
Der südliche Teil des Morvan

- Autun
- Avallon
- Château-Chinon
- Corbigny
- Dun-les-Places
- Quarré-les-Tombes
- Saint-Brisson
- Saint-Léger-Vauban
- Saulieu
- Vézelay

## Notizen
1. ↑  →Sitemap: Village d'art → unten: Sites historiques → Plus d'info sur le maquis ODER → L'homme d'ombre (Kunstwerk zur Erinnerung an die Kämpfer)